# Puchar Europy w narciarstwie alpejskim 2009/2010
Sezon 2009/2010 Pucharu Europy w narciarstwie alpejskim rozpoczął się rywalizacją mężczyzn 9 listopada w Reiteralm, zaś kobiece zawody rozpoczęły się 20 listopada 2009 roku w niemieckiej miejscowości Wittenburg. Ostatnie zawody z tego cyklu zostały rozegrane 13 marca 2010 roku w słoweńskiej Kranjskiej Gorze dla kobiet oraz tego samego dnia we włoskim Tarvisio dla mężczyzn. Rozegranych zostało 32 konkurencji dla kobiet i 35 konkurencji dla mężczyzn. 

## Puchar Europy w narciarstwie alpejskim kobiet
Wśród kobiet Pucharu Europy z sezonu 2008/09 broniła Austriaczka Karin Hackl. W tym sezonie najlepsza okazała się Niemka Lena Dürr.
W poszczególnych klasyfikacjach tryumfowały:
- zjazd  Rabea Grand
- slalom  Bernadette Schild
- gigant  Lene Løseth
- supergigant  Mariella Voglreiter
- superkombinacja  Elena Curtoni

## Puchar Europy w narciarstwie alpejskim mężczyzn
Wśród mężczyzn Pucharu Europy z sezonu 2008/09 bronił Austriak Florian Scheiber. W tym sezonie najlepszy okazał się Szwajcar Christian Spescha.
W poszczególnych klasyfikacjach tryumfowali:
- zjazd  Cornel Züger
- slalom  Anton Lahdenperä
- gigant  Christoph Nösig
- supergigant  Petr Záhrobský
- superkombinacja  Paolo Pangrazzi